# 원더우먼 스토리
《원더우먼 스토리》(영어: Professor Marston & the Wonder Women)은 2017년 개봉한 미국의 전기, 드라마 영화이다. 앤절라 로빈슨이 감독과 각본을 맡았다. 원더우먼 캐릭터를 창작한 윌리엄 몰턴 마스턴 박사와 엘리자베스 홀러웨이 마스턴, 올리브 번 사이의 이야기를 다룬다. 2017 토론토 국제 영화제에서 상영되었다.

## 출연
- 루크 에번스 - 윌리엄 몰턴 마스턴 역
- 레베카 홀 - 엘리자베스 홀러웨이 마스턴 역
- 벨라 히스코트 - 올리브 번 역